# ヴィンロン省
ヴィンロン省（ヴィンロンしょう、ベトナム語：Tỉnh Vĩnh Long / 省永隆?  発音）は、ベトナムの省の一つ。省都はヴィンロン市。メコン・デルタ地帯の中心に位置する。ホーチミン市から南に135km、カントーから北に33km離れ、ティエンザン川とハウザン川の間に挟まれた沃野地帯である。

## 歴史
1732年、阮福澍によって開拓された。当時は龍湖営に属し定遠と称されたが、1779年に弘鎮と改称された。1780年から1805年までは永鎮と呼ばれ、1806年から1832年まで再び永清鎮と改称された。1832年から1950年に省に昇格し、ヴィンロンと称された。1951年から1954まで、ヴィンチャー省（Vĩnh Trà / 永茶）と呼ばれ、1954年から1975年までは再びヴィンロン省と称された。1976年から1992年まで九龍（クーロン）と改称された。1992年5月5日以降、ヴィンロンと改称。

## 地理
メコンデルタの中心部にあたり、面積は1,496を有している。東経105度41分18秒から106度17分03秒、北経9度52分40秒から10度19分48秒に位置する。東はベンチェ省、東南はチャーヴィン省、西はカントー、北西はドンタップ省、北はティエンザン省に接する。面積は1,479.128 km2と、ベトナムの0.4%を占めている。

### 地形
ヴィンロン省は比較的平坦な低地であり、その傾斜は2度より小さい。中心は盆地で形成され、標高はティエンザン川とハウザン川の方へ向かって徐々に高くなる。ヴィンロンの地層の構造は当地域と同じく、主に新生代の第4期の海の堆積物によって形成された。ヴィンロンは大規模なアルカリ性土壌を所有しているが、アルカリ分を生じる地層はかなり深いためアルカリ分の割合は低く、同地域の他省に比べて一番肥沃である。

### 気候
ヴィンロン省の気候は熱帯高湿で季節は雨季と乾季に分けられる。平均降水量は1,400-1,450mm、その内一番降水量の多い4月から11月までは年降水量の約85%を占めている。平均温度は27℃と、比較的高い。最高気温36.9℃、最低気温17.7℃。1日の温度差は7.3℃。平均湿度は79.8%、合計日照時間は2,400時間。

### 自然環境
省内のティエンザン川とハウザン川の流域で数万ヘクタールの沖積土が堆積する。洪水期の平均沖積量は374 g/m2。土壌が肥沃なため、米の生産量が高く、3期作が可能である。河川や水路の交わる場所に町が形成され、交易・物流・情報の結節点となる。ヴィンロン省の河川は建設材料とした粘土、砂利を豊富に採取できる。砂利の埋蔵量約1-1.5億m3、粘土の埋蔵量は約2億m3で、主にレンガや陶器などの生産に利用される。

## 省民

### 人口
ベトナム統計局の統計データによるヴィンロン省の人口は下表の通りである。（単位・人）
| 年度 | 人口      | 前年度比率 |
| ---- | --------- | ---------- |
| 2002 | 1,015,900 | 0.128%     |
| 2003 | 1,017,400 | 0.147%     |
| 2004 | 1,018,800 | 0.137%     |
| 2005 | 1,020,200 | 0.137%     |
| 2006 | 1,021,600 | 0.137%     |
| 2007 | 1,022,800 | 0.117%     |
| 2008 | 1,024,000 | 0.117%     |
| 2009 | 1,025,100 | 0.107%     |
| 2010 | 1,026,500 | 0.136%     |
| 2011 | 1,029,100 | 0.253%     |
| 2012 | 1,033,600 | 0.437%     |
| 2013 | 1,040,500 | 0.667%     |
| 2014 | 1,046,390 | 0.566%     |

人口は年々増加していく。人口密度は698人/km2(2014年)と、メコンデルタの1.7倍、全国の2.8倍、メコンデルタでカントーに次ぐ第2位。
ヴィンロン市を除いて、省内の他の町村は人口密度の分布がほぼ同じ。人口密度の一番低いのはチャーオン県で（566人/km2）、一番高いロンホー県（780人/km2）の82%である。
1990年から2000年までは自然人口増加率はやや減少した。大都会のカントーやホーチミン市（サイゴン）への移住が主な原因である。1995年の自然人口増加率は、2005年に1.13%まで減少し、2010年に0.92まで減少した.平均出生率は2005年に0.48%、2010年に0.2%。

### 民族
メコンデルタの他省と同じく、複数の民族から構成される。キン族は人口全体の約97.3%、残りは、クメール人(2.1%)、華人と他の民族(0.6%)。キン族は各市町村に分散しているのに対し、クメール人はタムビン、ヴンリエム、ビンミン, チャーオンに、華人はヴィンロン市に集中している。

## 行政区画

地図

2025年に東隣のベンチェー省とチャーヴィン省を統合した上、19坊・105社が設置される。
- タインドゥック坊（phường Thanh Đức）
- ロンチャウ坊（phường Long Châu）
- フオックハウ坊（phường Phước Hậu）
- タンハイン坊（phường Tân Hạnh）
- タンガイ坊（phường Tân Ngãi）
- ビンミン坊（phường Bình Minh）
- カイヴォン坊（phường Cái Vồn）
- ドンタイン坊（phường Đông Thành）
- チャーヴィン坊（phường Trà Vinh）
- ロンドゥック坊（phường Long Đức）
- グエットホア坊（phường Nguyệt Hoá）
- ホアトゥアン坊（phường Hoà Thuận）
- ズエンハイ坊（phường Duyên Hải）
- チュオンロンホア坊（phường Trường Long Hoà）
- アンホイ坊（phường An Hội）
- フークオン坊（phường Phú Khương）
- ベンチェー坊（phường Bến Tre）
- ソンドン坊（phường Sơn Đông）
- フータン坊（phường Phú Tân）
- カイニュム社（xã Cái Nhum）
- タンロンホイ社（xã Tân Long Hội）
- ニョンフー社（xã Nhơn Phú）
- ビンフオック社（xã Bình Phước）
- アンビン社（xã An Bình）
- ロンホー社（xã Long Hồ）
- フークオイ社（xã Phú Quới）
- クオイティエン社（xã Quới Thiện）
- チュンタイン社（xã Trung Thành）
- チュンガイ社（xã Trung Ngãi）
- クオイアン社（xã Quới An）
- チュンヒエップ社（xã Trung Hiệp）
- ヒエウフン社（xã Hiếu Phụng）
- ヒエウタイン社（xã Hiếu Thành）
- ルックシータイン社（xã Lục Sĩ Thành）
- チャーオン社（xã Trà Ôn）
- チャーコン社（xã Trà Côn）
- ヴィンスアン社（xã Vĩnh Xuân）
- ホアビン社（xã Hòa Bình）
- ホアヒエップ社（xã Hòa Hiệp）
- タンビン社（xã Tam Bình）
- ガイトゥー社（xã Ngãi Tứ）
- ソンフー社（xã Song Phú）
- カイガン社（xã Cái Ngang）
- タンクオイ社（xã Tân Quới）
- タンルオック社（xã Tân Lược）
- ミートゥアン社（xã Mỹ Thuận）
- ロンヒュー社（xã Long Hữu）
- カンロン社（xã Càng Long）
- アンチュオン社（xã An Trường）
- タンアン社（xã Tân An）
- ニロン社（xã Nhị Long）
- ビンフー社（xã Bình Phú）
- チャウタイン社（xã Châu Thành）
- ソンロック社（xã Song Lộc）
- フンミー社（xã Hưng Mỹ）
- カウケー社（xã Cầu Kè）
- フォンタイン社（xã Phong Thạnh）
- アンフータン社（xã An Phú Tân）
- タムガイ社（xã Tam Ngãi）
- ティエウカン社（xã Tiểu Cần）
- タンホア社（xã Tân Hoà）
- フンホア社（xã Hùng Hoà）
- タップガイ社（xã Tập Ngãi）
- カウガン社（xã Cầu Ngang）
- ミーロン社（xã Mỹ Long）
- ヴィンキム社（xã Vinh Kim）
- ニチュオン社（xã Nhị Trường）
- ヒエップミー社（xã Hiệp Mỹ）
- チャークー社（xã Trà Cú）
- ダイアン社（xã Đại An）
- リューギエップアイン社（xã Lưu Nghiệp Anh）
- ハムザン社（xã Hàm Giang）
- ロンヒエップ社（xã Long Hiệp）
- タップソン社（xã Tập Sơn）
- ロンタイン社（xã Long Thành）
- ドンチャウ社（xã Đôn Châu）
- グーラック社（xã Ngũ Lạc）
- フートゥック社（xã Phú Túc）
- ザオロン社（xã Giao Long）
- ティエントゥイ社（xã Tiên Thủy）
- タンフー社（xã Tân Phú）
- フーフン社（xã Phú Phụng）
- チョラック社（xã Chợ Lách）
- ヴィンタイン社（xã Vĩnh Thành）
- フンカインチュン社（xã Hưng Khánh Trung）
- フオックミーチュン社（xã Phước Mỹ Trung）
- タンタインビン社（xã Tân Thành Bình）
- ニュアンフータン社（xã Nhuận Phú Tân）
- ドンコイ社（xã Đồng Khởi）
- モーカイ社（xã Mỏ Cày）
- タイントイ社（xã Thành Thới）
- アンディン社（xã An Định）
- フオンミー社（xã Hương Mỹ）
- ダイディエン社（xã Đại Điền）
- クオイディエン社（xã Quới Điền）
- タインフー社（xã Thạnh Phú）
- アンクイ社（xã An Qui）
- タインハイ社（xã Thạnh Hải）
- タインフォン社（xã Thạnh Phong）
- タントゥイ社（xã Tân Thủy）
- バオタイン社（xã Bảo Thạnh）
- バーチー社（xã Ba Tri）
- タンスアン社（xã Tân Xuân）
- ミーチャインホア社（xã Mỹ Chánh Hòa）
- アンガイチュン社（xã An Ngãi Trung）
- アンヒエップ社（xã An Hiệp）
- フンニュオン社（xã Hưng Nhượng）
- ゾンチョム社（xã Giồng Trôm）
- タンハオ社（xã Tân Hào）
- フオックロン社（xã Phước Long）
- ルオンフー社（xã Lương Phú）
- チャウホア社（xã Châu Hòa）
- ルオンホア社（xã Lương Hòa）
- トイトゥアン社（xã Thới Thuận）
- タインフオック社（xã Thạnh Phước）
- ビンダイ社（xã Bình Đại）
- タインチ社（xã Thạnh Trị）
- ロックトゥアン社（xã Lộc Thuận）
- チャウフン社（xã Châu Hưng）
- フートゥアン社（xã Phú Thuận）
- ロンホア社（xã Long Hòa）
- ドンハイ社（xã Đông Hải）
- ロンヴィン社（xã Long Vĩnh）
- ホアミン社（xã Hòa Minh）

2025年までは1市1市社6県で構成される。
- ヴィンロン市（Vĩnh Long / 永隆）
- ビンミン市社（Bình Minh / 平明）
- ビンタン県（Bình Tân / 平新）
- ロンホ県（Long Hồ / 龍湖）
- マンティット県（Mang Thít / 斌沏）
- タムビン県（Tam Bình / 三平）
- チャーオン県（Trà Ôn / 茶溫）
- ヴンリエム県（Vũng Liêm / 泳濂）

## 経済
| 年度 | 総生産額（億ドン） | 工業生産額（億ドン） | 農業生産額（億ドン） | 輸入金額（百万ドル） | 輸出金額（百万ドル） | 予算（億ドン） | 米収穫量（トン） |
| ---- | ------------------ | -------------------- | -------------------- | -------------------- | -------------------- | -------------- | ---------------- |
| 2011 | 255,33             | 144,97               | 155,42               | 158                  | 401                  | 82,90          | 1,032,000        |
| 2012 | 283,35             | 169,00               | 159,33               | 103                  | 412                  | 88,64          | 1,080,000        |
| 2013 | 314,38             | 176,34               | 163,03               | 81                   | 333                  | 100,55         | 1,064,000        |
| 2014 | 361,87             | 196,25               | 169,94               | 157                  | 283                  | 108,06         | 1,087,000        |

ヴィンロン省は昔からティエンザン川の川岸でレンガの生産地として知られていた。民間企業はここ15年、省の特有な赤いレンガを作り始め、大量に輸出してきた。しかし、世界経済の悪影響を受け、レンガ製造業が衰退した。

## 交通

### 水運
軽工業は省の地理の特徴を反映する。河川が多いため、舟は長い歴史で、省の主な交通手段であった。現在、省内にはディンカオ埠頭、チャオン埠頭、ヴンリエム埠頭とマンティット埠頭がある。

### 道路
20年の間、省は道路の建設に力を注ぎ、交通システムが大変便利になった。

## 教育
- ヴィンロンコミュニティカレッジ
- ヴィンロン短期経済大学
- ヴィンロン短期教育大学
- 九龍私立大学
- ヴィンロン技術教育大学
- ミエンタイ建築大学